# Коммессаджо
Коммессаджо (итал. Commessaggio) — коммуна в Италии, располагается в регионе Ломбардия, в провинции Мантуя.
Население составляет 1160 человек (2008 г.), плотность населения составляет 105 чел./км². Занимает площадь 11 км². Почтовый индекс — 46010. Телефонный код — 0376.
Покровителем коммуны почитается святой Альбин, празднование 1 марта. 

## Демография
Динамика населения:

## Администрация коммуны
- Официальный сайт: http://www.comune.commessaggio.mn.it/